# Vilonia
Vilonia – miasto w Stanach Zjednoczonych, w stanie Arkansas, w hrabstwie Faulkner.